# فهرست آثار ملی شهرستان خدابنده
شهرستان خدابنده یکی از شهرستان‌های استان زنجان ایران است.

## آثار ثبت‌شده
| ردیف | نام اثر                       | نگاره | دیرینگی                    | موقعیت                                                                                           | شمارهٔ ثبت | تاریخ ثبت  | منبع  |
| ---- | ----------------------------- | ----- | -------------------------- | ------------------------------------------------------------------------------------------------ | --------- | ---------- | ----- |
| ۱    | قیدار نبی                     |       | قرن ۷ و ۸ ق                | ۴۰ کیلومتری سلطانیه ۳۶°۶′۵۸٫۶″ شمالی ۴۸°۳۵′۷٫۵″ شرقی / ۳۶٫۱۱۶۲۷۸°شمالی ۴۸٫۵۸۵۴۱۷°شرقی            | ۳۲۱       | ۱۳۱۷/۰۸/۲۱ | [ ۱ ] |
| ۲    | بقعه سوجاس (سجاس)             |       | سلجوقیان ـ قرن ۵ ق         | در قریه سوجاس در جلگه غربی خدابنده                                                               | ۱۰۱۹      | ۱۳۵۳/۱۱/۱۲ |       |
| ۳    | تپه باستانی نورآباد/ بیوک تپه |       | ساسانی ـ اسلامی            | در قریه نورآباد، بخش قیدار                                                                       | ۱۰۴۷      | ۱۳۵۴/۱۲/۱۳ |       |
| ۴    | تپه باستانی آبی               |       | ساسانی ـ اسلامی            | ۱۸ کیلومتری جنوب شرق مرکز قیدار                                                                  | ۱۰۵۲      | ۱۳۵۴/۰۲/۱۳ |       |
| ۵    | تپه یونجه زار                 |       | هزاره یک ق‌م                | در قریه ده جلال، بخش سجاسرود                                                                     | ۱۱۲۹      | ۱۳۵۴/۰۹/۱۷ |       |
| ۶    | تپه باستانی دو تپه سفلی       |       | هزاره یک ق‌م ـ قرن ۶ و ۷ ق  | قریه دو تپه سفلی                                                                                 | ۱۱۳۳      | ۱۳۵۴/۰۹/۱۷ |       |
| ۷    | تپه منجیق لیغ                 |       | سلجوقیان                   | ضلع جنوبی قریه چنگوری                                                                            | ۱۳۸۳      | ۱۳۵۶/۰۲/۱۹ |       |
| ۸    | تپه قالایاله (قلعه کیوان)     |       | قرن ۶ و ۷ ق                | قریه قره قوش، قیدار                                                                              | ۱۳۸۷      | ۱۳۵۶/۰۲/۱۹ |       |
| ۹    | تپه زندان وسط                 |       | قرن ۶ و ۷ ق                | قریه سجاس                                                                                        | ۱۳۹۲      | ۱۳۵۶/۰۲/۱۹ |       |
| ۱۰   | منجیق تپه                     |       | ۶ و ۷ هجری                 | قریه دو تپه سفلی                                                                                 | ۱۳۹۴      | ۱۳۵۶/۰۲/۱۹ |       |
| ۱۱   | تپه بابا قلعه سی              |       | قرن ۶ و ۷ ق                | ۵/۱ کیلومتری جنوب شرقی قریه چغلو س                                                               | ۱۴۴۸      | ۱۳۵۶/۰۷/۱۱ |       |
| ۱۲   | طالب تپه                      |       | هزاره یک ق‌م                | قریه جوقین در شمال منطقه سجاس                                                                    | ۱۴۵۳      | ۱۳۵۶/۰۷/۱۱ |       |
| ۱۳   | تپه قلعه کیخسرو               |       | قرن ۷ و ۸ ق                | جنوب شرقی قریه ارغون واقع در سجاس                                                                | ۱۴۵۶      | ۱۳۵۶/۰۷/۱۱ |       |
| ۱۴   | گل‌تپه                         |       | قرن ۶ تا۹ ق                | در شمال غربی قریه اسپدین                                                                         | ۱۴۵۷      | ۱۳۵۶/۰۷/۱۱ |       |
| ۱۵   | امامزاده کهریز                |       | صفویه                      | ۳۰ کیلومتری شرق زنجان، در ضلع غربی گنبد سلطانیه                                                  | ۲۳۷۲      | ۱۳۷۸/۰۵/۲۳ |       |
| ۱۶   | تپه مومیایی                   |       | تاریخی                     | شهرستان خدابنده، بخش سجاس رود، روستای نهروان                                                     | ۶۲۰۴      | ۱۳۸۱/۰۷/۰۷ |       |
| ۱۷   | حجر تپه                       |       | تاریخی                     | استان زنجان، شهرستان خدابنده، بخش سجاس رود، ۱/۵ کیلومتری جنوب شرق روستای نهاویس                  | ۶۲۰۵      | ۱۳۸۱/۰۷/۰۷ |       |
| ۱۸   | امام تپه                      |       | تاریخی                     | استان زنجان، شهرستان خدابنده، بخش سجاسرود، روستای چروک                                           | ۶۲۰۶      | ۱۳۸۱/۰۷/۰۷ |       |
| ۱۹   | توکلی‌تپه                      |       | تاریخی                     | زنجان، شهرستان خدابنده، بخش سجاس رود، ۴/۵ کیلومتری شمال روستای ارقین                             | ۶۲۰۷      | ۱۳۸۱/۰۷/۰۷ |       |
| ۲۰   | کوره بلاغ تپه سی              |       | تاریخی                     | شهرستان خدابنده، سجاسرود، ۵۰۰ متری جنوب روستای خان احمد حصاری                                    | ۶۲۰۸      | ۱۳۸۱/۰۷/۰۷ |       |
| ۲۱   | گوی‌گوزه‌تپه                    |       | تاریخی                     | شهرستان خدابنده، بخش سجاسرود، جنوب روستای خان احمد حصاری                                         | ۶۲۰۹      | ۱۳۸۱/۰۷/۰۷ |       |
| ۲۲   | تپه رحیم                      |       | قرون اولیه اسلامی          | استان زنجان، شهرستان خدابنده، بخش سجاسرود، دهستان سجاسرود، به فاصله دو کیلومتری جنوب شرقی روستای | ۶۲۱۰      | ۱۳۸۱/۰۷/۰۷ |       |
| ۲۳   | تپه خرمن یری بزرگ             |       | تاریخی                     | شهرستان خدابنده، بخش سجاسرود شرق روستای نهروان                                                   | ۶۲۱۱      | ۱۳۸۱/۰۷/۰۷ |       |
| ۲۴   | تپه امامزاده کهریز            |       | تاریخی                     | شهرستان خدابنده، بخش سجارود، دهستان آقبلاغ، روستای آقبلاغ سفلی                                   | ۶۲۵۳      | ۱۳۸۱/۰۷/۰۷ |       |
| ۲۵   | تپه میرزا بلاغی بزرگ          |       | هزاره ۴ و ۳ ق. م           | شهرستان خدابنده، بخش سجاسرود، دهستان آقبلاغ، ۵۰۰ کیلومتری غرب روستای خان احمد حصاری              | ۶۲۵۴      | ۱۳۸۱/۰۷/۰۷ |       |
| ۲۶   | تپه کندیری ۱                  |       | تاریخی                     | شهرستان خدابنده، بخش سجاسرود، دهستان آقبلاغ، ۳ کیلومتری جنوب روستای ارقین                        | ۶۲۵۵      | ۱۳۸۱/۰۷/۰۷ |       |
| ۲۷   | تپه کندیری ۲                  |       | تاریخی                     | شهرستان خدابنده، بخش سجاسرود، دهستان آقبلاغ، ۳/۵ کیلومتری جنوب روستای ارقین                      | ۶۲۵۶      | ۱۳۸۱/۰۷/۰۷ |       |
| ۲۸   | چال تپه بزرگ                  |       | تاریخی ـ اسلامی            | شهرستان خدابنده، بخش سجاسرود، دهستان آقبلاغ، ۷۰۰ متری جنوب روستای چوزک                           | ۶۲۵۷      | ۱۳۸۱/۰۷/۰۷ |       |
| ۲۹   | داش تپه                       |       | تاریخی                     | استان زنجان، شهرستان خدابنده، بخش سجاسرود، دهستان سجاسرود، ۵۰۰ متری جنوب روستای آقاجری           | ۶۲۵۸      | ۱۳۸۱/۰۷/۰۷ |       |
| ۳۰   | تپه قوشه بلاغ                 |       | هزاره یک ق‌م                | استان زنجان، شهرستان خدابنده، بخش سجاسرود، دهستان سجاسرود، دو کیلومتری روستای پابند              | ۶۲۵۹      | ۱۳۸۱/۰۷/۰۷ |       |
| ۳۱   | قیه‌تپه                        |       | تاریخی ـ اسلامی            | استان زنجان، شهرستان خدابنده، بخش سجاسرود، دهستان آقبلاغ، یک کیلومتری جنوب روستای آقاجری         | ۶۲۶۰      | ۱۳۸۱/۰۷/۰۷ |       |
| ۳۲   | پولی تپه کوچک                 |       | تاریخی ـ قرون اولیه اسلامی | استان زنجان، شهرستان خدابنده، بخش سجاسرود، دهستان آقبلاغ، ۳۰۰ متری شمال غرب روستای سیامان        | ۶۲۶۱      | ۱۳۸۱/۰۷/۰۷ |       |
| ۳۳   | پولی تپه بزرگ                 |       | ساسانی                     | استان زنجان، شهرستان خدابنده، بخش سجاسرود، دهستان آقبلاغ، ۷۰۰ متری غرب روستای سیامان             | ۶۲۶۲      | ۱۳۸۱/۰۷/۰۷ |       |
| ۳۴   | تپه فخرالدین                  |       | اشکانی (پارت)              | استان زنجان، شهرستان خدابنده، بخش سجاسرود، دهستان سجاسرود، ۱/۵ کیلومتری جنوب شرقی روستای پابند   | ۶۲۶۳      | ۱۳۸۱/۰۷/۰۷ |       |
| ۳۵   | تپه حیاط غیب                  |       | هزاره یک ق‌م                | استان زنجان، شهرستان خدابنده، بخش سجاسرود، دهستان آقبلاغ، یک کیلومتری روستای آسپرین              | ۶۲۶۴      | ۱۳۸۱/۰۷/۰۷ |       |
| ۳۶   | چال تپه                       |       | تاریخی                     | شهرستان خدابنده، بخش سجاسرود، ۸۰۰ متری غرب و جنوب غربی روستای خوش                                | ۶۲۶۵      | ۱۳۸۱/۰۷/۰۷ |       |
| ۳۷   | قروق‌تپه                       |       | ساسانی                     | شهرستان خدابنده، بخش سجاس رود شمال شرق روستای کشک آباد                                           | ۶۳۸۳      | ۱۳۸۱/۰۷/۰۷ |       |
| ۳۸   | تپه میانی قره بوتا            |       | تاریخی                     | شهرستان خدابنده، بخش سجاس رود دهستان آقبلاغ روستای احمد حصاری                                    | ۶۳۸۵      | ۱۳۸۱/۰۷/۰۷ |       |
| ۳۹   | تپه گورستان کهنه چنگور        |       | اسلامی                     | شهرستان خدابنده، بخش سجاس رود، شرق روستای چنگور                                                  | ۶۳۸۶      | ۱۳۸۱/۰۷/۰۷ |       |
| ۴۰   | تپه قبرستان                   |       | قرون اولیه اسلامی          | شهرستان خدابنده، بخش سجاس رود، روستای پابند                                                      | ۶۳۸۷      | ۱۳۸۱/۰۷/۰۷ |       |
| ۴۱   | تپه تک آغاجی                  |       | تاریخی ـ اسلامی            | شهرستان خدابنده، بخش سجاس رود، دهستان آقبلاغ شرق روستای چراغ حصاری                               | ۶۴۲۴      | ۱۳۸۱/۰۷/۰۷ |       |
| ۴۲   | تپه دره گوزه سی               |       | ساسانی                     | شهرستان خدابنده، بخش قیدار، دهستان آقبلاغ، روستای خان تیمور                                      | ۶۷۰۲      | ۱۳۸۱/۱۰/۱۰ |       |
| ۴۳   | تپه گورستان بیرینجیک          |       | اسلامی                     | شهرستان خدابنده، بخش سجاسرود، دهستان آقبلاغ جنوب شرقی روستای خان تیمور                           | ۶۷۰۳      | ۱۳۸۱/۱۰/۱۰ |       |
| ۴۴   | تپه بایر                      |       | اسلامی                     | شهرستان خدابنده، بخش سجاسرود، جنوب شرقی روستای چنگور                                             | ۶۷۰۴      | ۱۳۸۱/۱۰/۱۰ |       |
| ۴۵   | چال تپه کوچک                  |       | ساسانی                     | شهرستان خدابنده، بخش سجاسرود، روستای چوزک                                                        | ۶۷۰۵      | ۱۳۸۱/۱۰/۱۰ |       |
| ۴۶   | تپه قره بولاغ                 |       | ساسانی                     | شهرستان قیدار، بخش سجاسرود، دهستان آقبلاغ، دو کیلومتری غرب روستای آلنجه                          | ۷۴۱۳      | ۱۳۸۱/۱۱/۱۲ |       |
| ۴۷   | تپه قارگل تپه کوچک            |       | ساسانی                     | شهرستان قیدار، بخش سجاسرود، دهستان سجاسرود، روستای کشک آباد                                      | ۷۴۱۴      | ۱۳۸۱/۱۱/۱۲ |       |
| ۴۸   | آلیک تپه                      |       | هزاره یک ق‌م                | شهرستان قیدار، بخش سجاسرود، دهستان سجاسرود، روستای کشک آباد                                      | ۷۴۱۵      | ۱۳۸۱/۱۱/۱۲ |       |
| ۴۹   | تپه امامزاده                  |       | قرون اولیه اسلامی          | شهرستان قیدار، بخش سجاسرود، د هستان آقبلاغ، روستای آلنجه                                         | ۷۴۱۶      | ۱۳۸۱/۱۱/۱۲ |       |
| ۵۰   | توپراق تپه                    |       | ساسانی                     | شهرستان قیدار، بخش سجاسرود، دهستان سجاسرود، ۱/۲ کیلومتری جنوب شرقی روستای آقاجری                 | ۷۴۱۷      | ۱۳۸۱/۱۱/۱۲ |       |
| ۵۱   | تپه کندیری                    |       | ساسانی                     | شهرستان قیدار، بخش سجاسرود، دهستان سجاسرود، شمال غرب روستای پابند                                | ۷۴۱۸      | ۱۳۸۱/۱۱/۱۲ |       |
| ۵۲   | تپه ساری تپه                  |       | هخامنشی ـ ساسانی ـ اسلامی  | شهرستان قیدار، بخش سجاسرود، دهستان قره پشتلو بالا، ۳ کیلومتری جنوب روستای باغ                    | ۷۴۱۹      | ۱۳۸۱/۱۱/۱۲ |       |
| ۵۳   | تپه شینستان                   |       | اواخر تاریخی               | شهرستان قیدار، بخش سجاسرود، دهستان سجاسرود، ۲۰۰ متری غرب روستای مجیدآباد                         | ۷۴۲۰      | ۱۳۸۱/۱۱/۱۲ |       |
| ۵۴   | تپه آشاغی قره بوتا            |       | هزاره یک ق‌م                | شهرستان قیدار، بخش سجاسرود، دهستان آقبلاغ، ۳/۵ کیلومتری روستای خان احمد حصاری                    | ۷۴۲۱      | ۱۳۸۱/۱۱/۱۲ |       |
| ۵۵   | تپه سویوخ بولاغ               |       | هزاره ۶ و ۵ ق‌م             | شهرستان قیدار، بخش سجاسرود، دهستان سجاسرود، ۳ کیلومتری غرب و شمال غرب روستای پابند               | ۷۴۲۲      | ۱۳۸۱/۱۱/۱۲ |       |
| ۵۶   | تپه گورستان گبری              |       | ساسانی                     | شهرستان قیدار، بخش سجاسرود، دهستان سجاسرود، روستای خان تیمور                                     | ۷۴۲۳      | ۱۳۸۱/۱۱/۱۲ |       |
| ۵۷   | قبرستان قدیمی                 |       | قرون اولیه اسلامی          | شهرستان قیدار، بخش سجاسرود، دهستان سجاسرود، روستای خان تیمور                                     | ۷۴۲۴      | ۱۳۸۱/۱۱/۱۲ |       |
| ۵۸   | قارگل تپه بزرگ                |       | ساسانی                     | شهرستان خدابنده، بخش سجاسرود، روستای کشک آباد                                                    | ۷۵۰۱      | ۱۳۸۱/۱۲/۱۷ |       |
| ۵۹   | تپه عابد گولی                 |       | ساسانی                     | شهرستان خدابنده، بخش سجاسرود، روستای چراغ حصاری                                                  | ۷۵۰۲      | ۱۳۸۱/۱۲/۱۷ |       |
| ۶۰   | پاشاتپه                       |       | ساسانی                     | شهرستان خدابنده، بخش سجاسرود، دهستان سجاسرود، روستای نهاویس                                      | ۷۵۰۳      | ۱۳۸۱/۱۲/۱۷ | [ ۲ ] |
| ۶۱   | تپه تهمز امامی                |       | ساسانی                     | شهرستان خدابنده، بخش سجاسرود، دهستان آقبلاغ سفلی، روستای ارقین                                   | ۷۵۰۴      | ۱۳۸۱/۱۲/۱۷ |       |
| ۶۲   | تپه کهریزباشی                 |       | ساسانی                     | شهرستان خدابنده، دهستان سجاسرود، روستای باریک آب                                                 | ۷۵۰۵      | ۱۳۸۱/۱۲/۱۷ |       |
| ۶۳   | محوطه تاریخی قزل گدیک         |       | اسلامی                     | شهرستان خدابنده، بخش سجاسرود، دهستان آقبلاغ، ۸۰۰ متری غرب روستای زرزر                            | ۷۵۰۶      | ۱۳۸۱/۱۲/۱۷ |       |
| ۶۴   | تپه گورستان امامزاده ابراهیم  |       | قرون اولیه اسلامی          | شهرستان خدابنده، بخش سجاسرود، دهستان سجاسرود، روستای آقاجاری                                     | ۷۵۱۸      | ۱۳۸۱/۱۲/۱۷ |       |
| ۶۵   | تپه بیرینجک                   |       | قرون اولیه و میانه اسلامی  | شهرستان خدابنده، بخش سجاسرود، روستای تیمورخان                                                    | ۷۵۱۹      | ۱۳۸۱/۱۲/۱۷ |       |
| ۶۶   | تپه خان احمد حصاری            |       | اشکانی (پارت) ـ ساسانی     | شهرستان خدابنده، بخش سجاسرود، دهستان آقبلاغ، روستای خان احمد حصاری                               | ۷۵۲۰      | ۱۳۸۱/۱۲/۱۷ |       |
| ۶۷   | تپه یوخاری کند                |       | ساسانی                     | شهرستان خدابنده، بخش سجاسرود، دهستان آقبلاغ، ۱/۵ کیلومتری جنوب شرقی روستای شیخ موسی              | ۷۷۲۶      | ۱۳۸۱/۱۲/۱۷ |       |
| ۶۸   | تپه گور قبری                  |       | ساسانی                     | شهرستان خدابنده، بخش سجاسرود، دهستان آقبلاغ، یک کیلومتری شرق روستای شیخ موسی                     | ۷۷۲۷      | ۱۳۸۱/۱۲/۱۷ |       |
| ۶۹   | تولکی تپه                     |       | ساسانی ـ قرن ۷ و ۸ ق       | شهرستان خدابنده، بخش سجاسرود، دهستان سجاسرود، یک کیلومتری جنوب روستای سرین دره                   | ۷۷۲۸      | ۱۳۸۱/۱۲/۱۷ |       |
| ۷۰   | خرمن‌تپه                       |       | اسلامی                     | شهرستان خدابنده، بخش سجاسرود، دهستان آقبلاغ، ۸۰۰ متری جنوب روستای چراغ مزرعه                     | ۷۷۲۹      | ۱۳۸۱/۱۲/۱۷ |       |
| ۷۱   | تپه خرابه نچار                |       | اشکانی (پارت) ـ ساسانی     | شهرستان خدابنده، بخش سجاسرود، دهستان آقبلاغ، ۵/۵ کیلومتری غرب روستای شیخ موسی                    | ۷۷۳۰      | ۱۳۸۱/۱۲/۱۷ |       |
| ۷۲   | تپه یوخاری قبرستان            |       | اسلامی                     | شهرستان خدابنده، بخش سجاسرود، دهستان اقبلاغ، دو کیلومتری جنوب روستای اوچ بولاغ                   | ۷۷۳۱      | ۱۳۸۱/۱۲/۱۷ |       |
| ۷۳   | تپه گنج گولی                  |       | ساسانی                     | شهرستان خدابنده، بخش سجاسرود، ۳ کیلومتری شرق روستای آقبلاغ سفلی                                  | ۷۷۳۲      | ۱۳۸۱/۱۲/۱۷ |       |
| ۷۴   | تپه قلعه آقا                  |       | ساسانی                     | شهرستان خدابنده، بخش سجاسرود، دهستان آقبلاغ، ۸۰۰ متری شمال شرق روستای اوچ بولاغ                  | ۷۷۳۳      | ۱۳۸۱/۱۲/۱۷ |       |
| ۷۵   | تپه داش قلعه                  |       | ساسانی                     | شهرستان خدابنده، بخش سجاسرود، دهستان آقبلاغ، جنوب شرقی روستای قمشلو                              | ۷۷۳۴      | ۱۳۸۱/۱۲/۱۷ |       |
| ۷۶   | تپه گورستان حسن خان بولاغی    |       | قرون اولیه اسلامی          | شهرستان خدابنده، بخش سجاسرود، دهستان آقبلاغ، ۳ کیلومتری شرق روستای آقبلاغ سفلی                   | ۷۷۳۵      | ۱۳۸۱/۱۲/۱۷ |       |
| ۷۷   | تپه‌حصار بزرگ                  |       | ساسانی ـ اسلامی            | شهرستان خدابنده، بخش مرکزی، دهستان حومه، روستای بیجقین                                           | ۷۸۰۳      | ۱۳۸۱/۱۲/۱۷ |       |
| ۷۸   | قره‌تپه                        |       | هزاره ۴ و ۳ ق. م           | شهرستان خدابنده، بخش مرکزی، دهستان حومه، روستای پرچین                                            | ۷۸۰۴      | ۱۳۸۱/۱۲/۱۷ |       |
| ۷۹   | امام تپه                      |       | تاریخی ـ ساسانی            | شهرستان خدابنده، بخش مرکزی، دهستان حومه، روستای پرچین                                            | ۷۸۰۵      | ۱۳۸۱/۱۲/۱۷ |       |
| ۸۰   | تپه خرابه                     |       | ساسانی                     | شهرستان خدابنده، بخش مرکزی، دهستان حومه، روستای بلگه شیر                                         | ۷۸۰۶      | ۱۳۸۱/۱۲/۱۷ |       |
| ۸۱   | تپه گل ویس                    |       | قرن دو و ۳ ق               | شهرستان خدابنده، بخش مرکزی، دهستان حومه، روستای نعلبندان                                         | ۷۸۰۷      | ۱۳۸۱/۱۲/۱۷ |       |
| ۸۲   | منجیق تپه                     |       | قرون اولیه اسلامی          | دو تپه سفلی                                                                                      | ۷۸۰۸      | ۱۳۸۱/۱۲/۱۷ |       |
| ۸۳   | تپه شاقی                      |       | قرون اولیه اسلامی          | شهرستان خدابنده، بخش مرکزی، دهستان حومه، روستای دو تپه سفلی                                      | ۷۸۰۹      | ۱۳۸۱/۱۲/۱۷ |       |
| ۸۵   | شاهلی تپه                     |       | اشکانی (پارت) ـ ساسانی     | شهرستان خدابنده، بخش مرکزی، دهستان حومه، روستای دو تپه سفلی                                      | ۷۸۱۰      | ۱۳۸۱/۱۲/۱۷ |       |
| ۸۶   | تپه کهریز                     |       | هزاره دو و یک ق‌م           | شهرستان خدابنده، بخش مرکزی، دهستان حومه، روستای ده شیر                                           | ۷۸۱۱      | ۱۳۸۱/۱۲/۱۷ |       |
| ۸۷   | تپه قالا                      |       | قرون اولیه اسلامی          | شهرستان خدابنده، بخش مرکزی، دهستان حومه، روستای توپقره                                           | ۷۸۱۲      | ۱۳۸۱/۱۲/۱۷ |       |
| ۸۸   | تپه آسیاب                     |       | هزاره یک ق‌م ـ ساسانی       | شهرستان خدابنده، بخش مرکزی، دهستان حومه، روستای دو تپه سفلی                                      | ۷۸۱۳      | ۱۳۸۱/۱۲/۱۷ |       |
| ۸۹   | تپه اوچ بلاغی                 |       | قرون اولیه اسلامی          | شهرستان خدابنده، بخش سجاسرود، دهستان آقبلاغ، روستای اوچ بولاغ                                    | ۷۸۱۴      | ۱۳۸۱/۱۲/۱۷ |       |
| ۹۰   | پولی تپه کوچک                 |       | اشکانی (پارت) وساسانی      | شهرستان خدابنده، بخش مرکزی، دهستان خرارود، فاصله دو کیلومتری جنوب روستای آهارمشکین               | ۸۷۵۹      | ۱۳۸۲/۰۳/۱۰ |       |
| ۹۱   | تپه امام                      |       | ساسانی                     | شهرستان خدابنده، بخش مرکزی، دهستان خرارود، به فاصله یک کیلومتری جنوب غربی روستای کهل آباد        | ۸۷۶۰      | ۱۳۸۲/۰۳/۱۰ |       |
| ۹۲   | قالاتپه                       |       | ساسانی                     | شهرستان خدابنده، بخش مرکزی، دهستان خرارود، حاشیه شمالی روستای آهارمشکین                          | ۸۷۶۱      | ۱۳۸۲/۰۳/۱۰ |       |
| ۹۳   | نجار تپه                      |       | متاخر اسلامی               | شهرستان خدابنده، بخش مرکزی، دهستان خرارود، فاصله ۸۰۰ متری غرب روستای کوچ تپه                     | ۸۷۶۲      | ۱۳۸۲/۰۳/۱۰ |       |
| ۹۴   | تپه یل درمان                  |       | ساسانی                     | شهرستان خدابنده، بخش مرکزی، دهستان خرارود، فاصله ۶ کیلومتری غربی روستای گنگک                     | ۸۷۶۳      | ۱۳۸۲/۰۳/۱۰ |       |
| ۹۵   | پولی تپه بزرگ                 |       | ساسانی                     | شهرستان خدابنده، بخش مرکزی، دهستان خرارود، فاصله دو کیلومتری جنوب شرقی روستای آهارمشکین          | ۸۷۶۶      | ۱۳۸۲/۰۳/۱۰ |       |
| ۹۶   | تپه گنگک                      |       | قرون اولیه اسلامی          | شهرستان خدابنده، بخش سجاسرود، دهستان حومه، فاصله دو کیلومتری شمال غرب روستای گنگک                | ۸۷۶۷      | ۱۳۸۲/۰۳/۱۰ |       |
| ۹۷   | تیمور تپه                     |       | ساسانی                     | شهرستان خدابنده، بخش مرکزی، دهستان خرارود، فاصله ۱/۳ کیلومتری شمال غربی روستای آهار مشکین        | ۸۷۶۸      | ۱۳۸۲/۰۳/۱۰ |       |
| ۹۸   | تپه قلعه قوشه کند             |       | ساسانی                     | شهرستان خدابنده، بخش مرکزی، دهستان خرارود، روستای قوشه کند                                       | ۸۹۲۰      | ۱۳۸۲/۰۳/۱۰ |       |
| ۹۹   | تپه بویوک                     |       | قرون اولیه اسلامی          | شهرستان خدابنده، بخش سجاسرود، دهستان حومه، ۳۰۰ متری روستای بلگه شیر                              | ۸۹۲۱      | ۱۳۸۲/۰۳/۱۰ |       |
| ۱۰۰  | تپه کندیری                    |       | متاخر اسلامی               | شهرستان خدابنده، بخش سجاسرود، دهستان حومه، روستای ورجوشان                                        | ۸۹۲۲      | ۱۳۸۲/۰۳/۱۰ |       |
| ۱۰۱  | تپه مهدی قشلاقی               |       | ساسانی                     | شهرستان خدابنده، بخش مرکزی، دهستان خرارود، ۱۱ کیلومتری شرق روستای محمودآباد                      | ۸۹۲۳      | ۱۳۸۲/۰۳/۱۰ |       |
| ۱۰۲  | تپه کندیری بیجقین             |       | اسلامی                     | شهرستان خدابنده، بخش مرکزی، دهستان خرارود، روستای بیجقین                                         | ۸۹۲۴      | ۱۳۸۲/۰۳/۱۰ |       |
| ۱۰۳  | تپه ینگی کند                  |       | قرون متاخر اسلامی          | شهرستان خدابنده، بخش سجاسرود، دهستان حومه، روستای محمودآباد                                      | ۸۹۲۵      | ۱۳۸۲/۰۳/۱۰ |       |
| ۱۰۴  | تپه گویجه قیه                 |       | قرون اولیه اسلامی          | شهرستان خدابنده، بخش مرکزی، دهستان خرارود، ۱۰ کیلومتری شرق روستای محمودآباد                      | ۸۹۲۶      | ۱۳۸۲/۰۳/۱۰ |       |
| ۱۰۵  | تپه دربچه                     |       | اسلامی                     | شهرستان خدابنده، بخش سجاسرود، دهستان حومه، روستای بیجقین                                         | ۸۹۲۷      | ۱۳۸۲/۰۳/۱۰ |       |
| ۱۰۶  | تپه سودا قولان                |       | ساسانی                     | شهرستان خدابنده، بخش مرکزی، دهستان خرارود، ۸ کیلومتری شمال روستای نظرقلی                         | ۸۹۲۸      | ۱۳۸۲/۰۳/۱۰ |       |
| ۱۰۷  | تپه امامزاده                  |       | قرون متاخر اسلامی          | شهرستان خدابنده، بخش مرکزی، دهستان خرارود، ۳۰۰ متری شرق روستای پیرگاوگل                          | ۸۹۲۹      | ۱۳۸۲/۰۳/۱۰ |       |
| ۱۰۹  | تپه ابراهیم‌آباد               |       | اشکانی (پارت) ـ ساسانی     | شهرستان خدابنده، بخش مرکزی، دهستان خرارود، ۱/۵ کیلومتری شرق روستای ورجوشان                       | ۸۹۳۰      | ۱۳۸۲/۰۳/۱۰ |       |
| ۱۱۰  | تپه‌حصار کوچک                  |       | ساسانی ـ اسلامی            | شهرستان خدابنده، بخش مرکزی، دهستان حومه، روستای بیجقین                                           | ۸۹۳۱      | ۱۳۸۲/۰۳/۱۰ |       |
| ۱۱۱  | تپه تورمتای                   |       | ساسانی                     | شهرستان خدابنده، بخش مرکزی، دهستان خرارود، روستای محمودآباد                                      | ۸۹۳۲      | ۱۳۸۲/۰۳/۱۰ |       |
| ۱۱۲  | تپه پیرگاوگل                  |       | اسلامی                     | شهرستان خدابنده، بخش سجاسرود، دهستان حومه، روستای پیرگاوگل                                       | ۸۹۳۳      | ۱۳۸۲/۰۳/۱۰ |       |
| ۱۱۳  | تپه قلعه باشی                 |       | اسلامی                     | شهرستان خدابنده، بخش سجاسرود، دهستان حومه، روستای کوچ تپه                                        | ۸۹۳۴      | ۱۳۸۲/۰۳/۱۰ |       |
| ۱۱۴  | تپه الپانه                    |       | ساسانی                     | شهرستان خدابنده، بخش سجاسرود، دهستان حومه، فاصله ۷ کیلومتری شرق روستای کهل آباد                  | ۹۱۸۸      | ۱۳۸۲/۰۴/۲۴ |       |
| ۱۱۵  | مراد تپه                      |       | ساسانی                     | شهرستان خدابنده، بخش مرکزی، دهستان کرسف، فاصله ۶۰ متری غرب روستای قلعلی                          | ۹۱۸۹      | ۱۳۸۲/۰۴/۲۴ |       |
| ۱۱۶  | مورچه‌تپه                      |       | هزاره یک ق‌م ـ ساسانی       | شهرستان خدابنده، بخش مرکزی، دهستان خرارود، فاصله ۷۰۰ متری شرق روستای نور آباد                    | ۹۱۹۰      | ۱۳۸۲/۰۴/۲۴ |       |
| ۱۱۷  | تپه آدی غیب                   |       | ساسانی                     | شهرستان خدابنده، بخش مرکزی، دهستان کرسف، فاصله ۱۲۰۰ متری غرب روستای کسیک                         | ۹۱۹۱      | ۱۳۸۲/۰۴/۲۴ |       |
| ۱۱۸  | تپه تپه لر                    |       | ساسانی                     | شهرستان خدابنده، بخش مرکزی، دهستان خرارود، فاصله دو کیلومتری غرب روستای رباط                     | ۹۱۹۲      | ۱۳۸۲/۰۴/۲۴ |       |
| ۱۱۹  | تپه ایسی سو                   |       | ساسانی                     | شهرستان خدابنده، بخش مرکزی، دهستان خرارود، فاصله ۵ کیلومتری شمال شرقی روستای جرین                | ۹۱۹۳      | ۱۳۸۲/۰۴/۲۴ |       |
| ۱۲۰  | تپه کوزه سران                 |       | ساسانی                     | شهرستان خدابنده، بخش مرکزی، دهستان خرارود، فاصله ۸۰۰ متری جنوب و جنوب شرقی روستای جرین           | ۹۱۹۴      | ۱۳۸۲/۰۴/۲۴ |       |
| ۱۲۱  | تپه قالا یالی                 |       | ساسانی                     | شهرستان خدابنده، بخش مرکزی، دهستان سهرورد، فاصله ۴/۵ کیلومتری روستای سهرورد                      | ۹۱۹۵      | ۱۳۸۲/۰۴/۲۴ |       |
| ۱۲۲  | تپه کرسف                      |       | ساسانی                     | شهرستان خدابنده، بخش مرکزی، دهستان کرسف، فاصله ۳ کیلومتری جنوب روستای کرسف                       | ۹۱۹۶      | ۱۳۸۲/۰۴/۲۴ |       |
| ۱۲۳  | تپه قبر گرمابه                |       | هزاره ۴ و ۳ ق. م           | شهرستان خدابنده، بخش مرکزی، دهستان کرسف، فاصله دو کیلومتری شرق روستای شهید چمنی                  | ۹۱۹۷      | ۱۳۸۲/۰۴/۲۴ |       |
| ۱۲۴  | تپه کاروان‌سرا                 |       | ساسانی                     | شهرستان خدابنده، بخش مرکزی، دهستان خرارود، فاصله ۵ کیلومتری شمال شرقی روستای رباط                | ۹۱۹۸      | ۱۳۸۲/۰۴/۲۴ |       |
| ۱۲۵  | تپه آبی                       |       | ساسانی                     | شهرستان خدابنده، بخش سجاسرود، دهستان حومه، فاصله ۳ کیلومتری شرق روستای حصار                      | ۹۱۹۹      | ۱۳۸۲/۰۴/۲۴ |       |
| ۱۲۶  | تک تپه                        |       | هزاره یک ق‌م                | شهرستان خدابنده، بخش بزینه رود، دهستان زرینه رود، فاصله ۳ کیلومتری جنوب غربی روستای زاغه لو      | ۹۲۰۰      | ۱۳۸۲/۰۴/۲۴ |       |
| ۱۲۷  | منجیق تپه                     |       | قرون اولیه اسلامی          |                                                                                                  | ۹۲۰۱      | ۱۳۸۲/۰۴/۲۴ |       |
| ۱۲۸  | تپه قربان                     |       | ساسانی                     | شهرستان خدابنده، بخش مرکزی، دهستان خرارود، فاصله ۵۰۰ متری شمال غربی روستای نور آباد              | ۹۲۰۲      | ۱۳۸۲/۰۴/۲۴ |       |
| ۱۲۹  | تپه قبرستان                   |       | هزاره یک ق‌م                | شهرستان خدابنده، بخش مرکزی، دهستان حومه، فاصله دو کیلومتری شرق روستای علی‌آباد                    | ۹۴۳۵      | ۱۳۸۲/۰۵/۱۴ |       |
| ۱۳۰  | تپه محمودآباد                 |       | ساسانی                     | شهرستان خدابنده، بخش مرکزی، دهستان حومه، فاصله ۳/۵ کیلومتری جنوب شرقی روستای محمودآباد           | ۹۴۳۶      | ۱۳۸۲/۰۵/۱۴ |       |
| ۱۳۱  | منجیق تپه                     |       | ساسانی                     | شهرستان خدابنده، بخش مرکزی، دهستان حومه، فاصله یک کیلومتری شمال روستای آهار مشکین                | ۹۴۳۷      | ۱۳۸۲/۰۵/۱۴ |       |
| ۱۳۲  | تپه درویش علی                 |       | قرون اولیه اسلامی          | شهرستان خدابنده، بخش مرکزی، دهستان خرارود، فاصله ۳۰۰ متری شمال روستای نور آباد                   | ۹۴۳۸      | ۱۳۸۲/۰۵/۱۴ |       |
| ۱۳۳  | تپه تک امام                   |       | قرون اولیه اسلامی          | شهرستان خدابنده، بخش مرکزی، دهستان خرارود، فاصله ۳/۲۰۰ کیلومتری جنوب غربی روستای منطش            | ۹۴۳۹      | ۱۳۸۲/۰۵/۱۴ |       |
| ۱۳۴  | باغلر تپه                     |       | ساسانی                     | شهرستان خدابنده، بخش مرکزی، دهستان خرارود، ۵۰۰ متری شرق روستای هیرآباد                           | ۹۴۴۰      | ۱۳۸۲/۰۵/۱۴ |       |
| ۱۳۵  | کولی تپه                      |       | ساسانی ـ قرون اولیه اسلامی | شهرستان خدابنده، بخش مرکزی، دهستان خرارود، فاصله ۳ کیلومتری جنوب غربی روستای منطش                | ۹۴۴۱      | ۱۳۸۲/۰۵/۱۴ |       |
| ۱۳۶  | تپه خرابه                     |       | قرون اولیه اسلامی          | شهرستان خدابنده، بخش مرکزی، دهستان کرسف، فاصله ۳ کیلومتری شرق روستای ماد آباد                    | ۹۴۴۲      | ۱۳۸۲/۰۵/۱۴ |       |
| ۱۳۷  | تپه خرابه                     |       | هزاره ۴ و ۳ ق. م ـ ساسانی  | شهرستان خدابنده، بخش مرکزی، دهستان خرارود، ۴ کیلومتری شرق روستای گوگجه ییلاق                     | ۹۴۴۳      | ۱۳۸۲/۰۵/۱۴ |       |
| ۱۳۸  | تپه گریز                      |       | قرون اولیه اسلامی          | شهرستان خدابنده، بخش سجاسرود، دهستان سجاسرود، فاصله ۷۰۰ متری غرب روستای سجاس                     | ۹۴۴۶      | ۱۳۸۲/۰۵/۱۴ |       |
| ۱۳۹  | تپه منطش                      |       | قرون اولیه اسلامی          | شهرستان خدابنده، بخش مرکزی، دهستان خرارود، فاصله ۴/۵ کیلومتری غرب روستای منطش                    | ۹۴۶۰      | ۱۳۸۲/۰۵/۱۴ |       |
| ۱۴۰  | کولیک تپه                     |       | ساسانی ـ قرون اولیه اسلامی | شهرستان خدابنده، بخش مرکزی، دهستان خرارود، فاصله ۲۰۰ متری جنوب روستای هیر آباد                   | ۹۴۶۱      | ۱۳۸۲/۰۵/۱۴ |       |
| ۱۴۱  | تپه تخت                       |       | ساسانی                     | شهرستان خدابنده، بخش مرکزی، دهستان کرسف، فاصله دو کیلومتری شمال شرقی روستای پسکوهان              | ۹۴۶۲      | ۱۳۸۲/۰۵/۱۴ |       |
| ۱۴۲  | تپه قیز قلعه                  |       | ساسانی                     | شهرستان خدابنده، بخش مرکزی، دهستان سهرورد، فاصله ۴/۵ کیلومتری غرب روستای مادآباد                 | ۹۴۶۳      | ۱۳۸۲/۰۵/۱۴ |       |
| ۱۴۳  | تپه علی ارداق چارداقی         |       | ساسانی                     | شهرستان خدابنده، بخش بزینه رود، دهستان بزینه رود، فاصله ۳ کیلومتری جنوب غربی روستای زاغه لو      | ۹۴۶۴      | ۱۳۸۲/۰۵/۱۴ |       |
| ۱۴۴  | توکمه‌تپه                      |       | ساسانی                     | شهرستان خدابنده، بخش مرکزی، دهستان کرسف، فاصه یک کیلومتری غرب روستای کسیک                        | ۹۶۹۱      | ۱۳۸۲/۰۵/۲۷ |       |
| ۱۴۵  | تپه یونجه زار                 |       | ساسانی                     | شهرستان خدابنده، بخش سجاسرود، دهستان سجاسرود، فاصله یک کیلومتری جنوب روستای دهجلال               | ۹۶۹۲      | ۱۳۸۲/۰۵/۲۷ |       |
| ۱۴۶  | گونلی تپه                     |       | ساسانی                     | شهرستان خدابنده، بخش مرکزی، دهستان خرارود، فاصله دو کیلومتری شمال شرقی روستای حسین‌آباد           | ۹۶۹۳      | ۱۳۸۲/۰۵/۲۷ |       |
| ۱۴۷  | چال تپه                       |       | قرون اولیه اسلامی          | شهرستان خدابنده، بخش بزینه رود، دهستان زرینه رود، فاصله ۶ کیلومتری شمال روستای حسام آباد         | ۹۶۹۴      | ۱۳۸۲/۰۵/۲۷ |       |
| ۱۴۸  | بویوک تپه                     |       | قرون اولیه اسلامی          | شهرستان خدابنده، بخش مرکزی، دهستان خرارود، فاصله ۷۰۰ متری شمال روستای نور آباد                   | ۱۰۰۴۲     | ۱۳۸۲/۰۶/۲۳ |       |
| ۱۴۹  | تپه یددی امام                 |       | قرون اولیه اسلامی          | شهرستان خدابنده، بخش مرکزی، دهستان خرارود، فاصله ۳ کیلومتری شمال غربی روستای منطش                | ۱۰۰۴۳     | ۱۳۸۲/۰۶/۲۳ |       |
| ۱۵۰  | قلی‌تپه                        |       | ساسانی                     | شهرستان خدابنده، بخش مرکزی، دهستان خرارود، فاصله ۵۰ متری شرق روستای هیرآباد                      | ۱۰۰۴۴     | ۱۳۸۲/۰۶/۲۳ |       |
| ۱۵۱  | تپه ماقالاق                   |       | ساسانی                     | شهرستان خدابنده، بخش مرکزی، دهستان خرارود، فاصله دو کیلومتری شرق روستای گوگجه ییلاق              | ۱۰۰۴۵     | ۱۳۸۲/۰۶/۲۳ |       |
| ۱۵۲  | تپه قبرستان                   |       | ساسانی ـ قرون اولیه اسلامی | شهرستان خدابنده، بخش مرکزی، دهستان کرسف، ۵۰۰ متری جنوب روستای کرسف                               | ۱۰۳۵۰     | ۱۳۸۲/۰۷/۰۱ | 153   |

شهر باستانی گوهرچین
در بین چند روستای منطقه ی افشار، مربوط به دوره ی صفویه، در ابعاد شهر زنجان امروزی
154:تپه های باستانی شهر گرماب، مصرآباد، گوگرچینک، حصار علیا، حصار سفلی، قره ولی، گونای، بختی، سوله، قویی، مسگر، بورون، آقچه گنبد، قمچقاي، باش قشلاق، اولی بیک، فریدون، قمشلو، تاتارده، توحیدلو، جمعه لو، ینگ آباد، آجی کهریز، گل بلاغ، توتورغان،گنداب، آقاجاغلو، منداق، قازخلوو...